# غازي السعدي
غازي السعدي (أبو كامل؛ 14 تشرين الثاني 1934-17 يونيو 2017) هو مؤرخ ومترجم فلسطيني، ولد في مدينة عكا وأنهى دراسته الجامعية في فلسطين وتَخصص في دراسات الشرق الأوسط. وشغل منصب أول رئيس لاتحاد الناشرين الأردنيين.

## حياته
مارس غازي كامل السعدي العمل الصحفي في فلسطين المحتلة وعلى أثر ذلك اعتُقِلَ عام 1969 بتهمة المقاومة وحُكِم عليه بالسجن 12 عاماً وأمضى منهم فعلياً سبع سنوات ونصف ثم صدر قرار إبعاده إلى الأردن عام 1977، وبعد ذلك انخرط بمنظمة التحرير الفلسطينية وكان أحد أبرز أعضاء المجلس الوطني الفلسطيني ونشط في اللجنة السياسية.
انشأ دار الجليل للنشر في عمان عام 1978 المتخصصة بالصراع العربي الإسرائيلي والقضية الفلسطينية ورصد الصحافة العبرية وأصدر من خلالها ما يزيد عن 250 كتابًا. وكان عضو مشارك في وفد فلسطين في الشراكة الأورومتوسطية، وعمل محرراً للشؤون الفلسطينية وكاتباً سياسياً في جريدة الرأي الأردنية منذ عام 1979.

## أعماله
ترجم السعدي من خلال دار الجليل عدة كتب منها:
1. عمود النار- الأسطورة التي قامت عليها إسرائيل.[6]
2. هل يوجد حل للقضية الفلسطينية - ألوف هاربين.
3. الحرب من أجل السلام - عيزرا وايزمان.[7]
4. من ملفات الإرهاب الصهيوني في فلسطين.[8]
5. شوكة في عيونكم - منير كهانا.[9]
6. الحرب الفلسطينية الإسرائيلية، (ترجمة مع بدر عبد الحق).[10]
7. المثلث الإيراني العلاقات السرية الإسرائيلية الأمريكية الإيرانية في عهد الشاه - شيموئيل.
8. غوش أيمونيم الوجه الحقيقي للصهيونية - فانجارد بنشتاين.[11]
9. الخيار النووي الإسرائيلي - شاي فيلدمان.[12]
10. خط الدفاع في الضفة الغربية وجهة نظر إسرائيلية - أريه ستليف.[13]
11. مذكرات الجنرال رفائيل ايتان.

مؤلفاته:
1. الأسرى اليهود وصفقات المبادلة، الصادر عام 1985.[14]
2. شهادات ميدانية لضباط وجنود العدو، الصادرة عام 1983.[15]
3. أهداف لم تتحقق، الصادرة عام 1984.[16]

## وفاته
تُوُفِّي في الأردن إثر وعكةٍ صحية.